# Cabildo Aberto
O Cabildo Aberto (em espanhol: Cabildo Abierto, CA) é um partido político uruguaio de cariz nacional-conservadora, fundado em 2019. No espectro esquerda-direita, é classificado como de extrema-direita. Participou pela primeira vez nas eleições presidenciais de 2019 e alcançou 11,04% dos votos, com três senadores e onze deputados.
Com forte ênfase na segurança pública, nos valores familiares e no conservadorismo social, e na teoria de gênero oposta, eles reivindicam o "artiguismo" como sua principal fonte de inspiração. Seu líder e candidato à presidência recorrente é o ex-comandante do Exército Nacional do Uruguai, Guido Manini Ríos.
Alguns veículos de notícias internacionais, como o El País, de Madri, analisam esse fenômeno como sinal de uma polarização política em um país tradicionalmente centrista. Existem vários oficiais militares, ativos e aposentados, e também ex-membros do extinto movimento de extrema-direita Juventude Uruguaia de Prontidão (Juventud Uruguaya de Pie).
Segundo Guido Manini Ríos, o partido é formado por dissidentes do Partido Nacional, do Partido Colorado e da Frente Ampla. Gonzalo Ferreira Sienra, um dos filhos de Wilson Ferreira Aldunate, é sócio. Segundo a Cifra Consultoria em outubro de 2019, 24% de seus eleitores vieram da Frente Ampla, 14% do Partido Colorado e 10% do Partido Nacional.

## Ideologia
Nos estatutos do partido está estabelecido que a referência ideológica do Cabildo Aberto é a ideologia "artiguista", enquadrada nos documentos assinados por José Artigas entre 1811 e 1820. Numerosos meios de comunicação internacionais o classificam como extrema-direita. No entanto, afirma-se que busca atrair pessoas de todos os setores políticos, em busca de "solucionar os problemas do povo", com aspectos programáticos que não se enquadram como direita ou esquerda, aproximando-se da terceira posição. Nos seus primórdios, o partido era constituído por numerosos militantes críticos ao Partido Nacional por considerarem que este tinha "virado à esquerda", sobretudo nas questões de gênero e família.
Destaca-se sua reivindicação dos "velhos valores", além de sua oposição ao direito ao aborto e à eutanásia. Seus dirigentes manifestaram desacordo com a chamada "ideologia de gênero" e uma posição anti-imigração. Eles também promoveram a revisão da lei de legalização da maconha. Na economia, o partido não compactua com o neoliberalismo e tem algumas propostas favoráveis ao bem-estar social, como a inclusão do salário-maternidade, a promoção da justiça distributiva e a reestruturação da política tributária.

## Resultados eleitorais

### Eleições presidenciais
| Data | Candidato(a)      | Vice               | Votos     | %         | Votos     | %         | Resultado  |
| Data | Candidato(a)      | Vice               | 1.º turno | 1.º turno | 2.º turno | 2.º turno | Resultado  |
| ---- | ----------------- | ------------------ | --------- | --------- | --------- | --------- | ---------- |
| 2019 | Guido Manini Ríos | Guillermo Domenech | 268.736   | 11,46%    |           |           | Não eleito |
| 2024 | Guido Manini Ríos | Lorena Quintana    | 60.549    | 2,61%     |           |           | Não eleito |

### Eleições legislativas
| Data | Votos   | %      | Deputados | +/-  | Cl. | Senadores | +/-  | Status   | Cl. |
| ---- | ------- | ------ | --------- | ---- | --- | --------- | ---- | -------- | --- |
| 2019 | 268.736 | 11,46% | 11 / 99   | Novo | 4.º | 3 / 30    | Novo | Coalizão | 4.º |
| 2024 | 60.549  | 2,61%  | 2 / 99    | 9    | 5.º | 0 / 30    | 3    | ASA      | 5.º |

## References
1. ↑  «Manini Ríos lanzó su candidatura con duras críticas a Vázquez». El Observador (em espanhol). 4 de abril de 2019
2. ↑  Magdalena Martínez (13 de abril de 2019). «Una nueva deriva conservadora fragmenta la derecha uruguaya en año electoral». El País (em espanhol)
3. ↑  «El exdiputado colorado Daniel García Pintos se incorporó a Cabildo Abierto». Montevideo Portal (em espanhol). 31 de julho de 2019
4. ↑  «Estatuto». Cabildo Aberto (em espanhol). 28 de julho de 2023. Consultado em 28 de julho de 2023
5. ↑  Press, Europa (27 de outubro de 2019). «El general Manini Ríos vota con la aspiración de que la ultraderecha uruguaya consiga un rol "importante"». Europa Press (em espanhol). Consultado em 28 de julho de 2023
6. ↑  «Cabildo Abierto podría ser el Vox de Uruguay, según diarios internacionales». Montevideo Portal (em espanhol). Consultado em 28 de julho de 2023
7. ↑  «Viejos conocidos». Brecha. Consultado em 28 de julho de 2023
8. ↑  «Cuba: un debate repetido en el Senado y la "tercera posición" de Cabildo». El Observador. 3 de agosto de 2021. Consultado em 28 de julho de 2023
9. ↑  Ramos, Víctor (15 de outubro de 2019). «Uruguay: una tercera fuerza de Tercera Posición». Patria Grande (em espanhol). Consultado em 28 de julho de 2023
10. ↑  De Armas, Rosina (4 de agosto de 2019). «Cabildo Abierto se propone exigir "acuerdo de confidencialidad" a sus adherentes». El Observador. Consultado em 28 de julho de 2023
11. ↑  «Manini busca recuperar los viejos valores y propone un salario maternal». www.180.com.uy (em espanhol). Consultado em 28 de julho de 2023
12. ↑  «Cabildo Abierto dice que la ley de aborto es un "holocausto silencioso"». El País (em espanhol). 20 de novembro de 2020. Consultado em 28 de julho de 2023
13. ↑  «Cabildo Abierto se resiste a votar el proyecto de ley de eutanasia». El País (em espanhol). 11 de julho de 2020. Consultado em 28 de julho de 2023
14. ↑  «Manini Ríos: Ideología de género es un "libreto" para "transformarnos en tribus"». El Observador. Consultado em 28 de julho de 2023
15. ↑  «Manini Ríos contra los inmigrantes: "Les estamos dando beneficios que muchas veces los uruguayos no tienen"». LARED21 (em espanhol). 23 de abril de 2019. Consultado em 28 de julho de 2023
16. ↑  «Cabildo Abierto impulsa revisión de las leyes sobre aborto y marihuana». Radiomundo En Perspectiva (em espanhol). 20 de novembro de 2020. Consultado em 28 de julho de 2023
17. ↑  «BNamericas - Nuevo partido altera el escenario político de Uruguay». BNamericas.com (em espanhol). 28 de outubro de 2019. Consultado em 28 de julho de 2023
18. ↑  De Armas, Rosina (22 de julho de 2019). «Quiénes asesoran a Manini Ríos y qué ideas van a ser incluidas en el programa». El Observador (em espanhol). Consultado em 28 de julho de 2023. Arquivado do original em 12 de julho de 2023
19. ↑  «Cabildo Abierto y su plan para que mujeres con tres hijos se dediquen a tareas del hogar». Subrayado (em espanhol). 5 de novembro de 2019. Consultado em 28 de julho de 2023
20. ↑  «Las ideas y propuestas del grupo que impulsa el salto a la política de Manini Ríos». El Observador. 15 de janeiro de 2019. Consultado em 28 de julho de 2023